# Перемога (станція метро, Самара)
53°12′22″ пн. ш. 50°14′06″ сх. д. / 53.20611° пн. ш. 50.23500° сх. д.
«Перемога» (рос. Победа) — станція Самарського метрополітену. Розташована на 1-й лінії між станціями «Безім'янка» і «Радянська».
Станція розташована на розі вулиць Перемоги і XXII Партз'їзду.

## Технічна характеристика
Конструкція станції —  односклепінна мілкого закладення (глибина закладення — 8 метрів).

## Колійний розвиток
Станція з колійним розвитком — 2 стрілочних переводи і пошерсний з'їзд (розташований в середині перегону «Радянська» - «Перемога»).

## Вестибюлі
Обидва вестибюлі станції мають сходи, вихід на вулицю здійснюється через підземні переходи. На середину 2010-х один із вестибюлів станції, розташований далі від перехрестя, закритий через малий пасажиропотік.
Вихід у місто на вулиці Перемоги та XXII Партз'їзду.

## Оздоблення
Тема архітектурно-художнього оформлення присвячена історичній перемозі радянського народу у Великій Вітчизняній війні. Над коліями станції встановлені великі зображення ордена «Перемога». Вітражі, розташовані над коліями станції, зображують салют перемоги. Вітражі підсвічені ззаду.

## Ресурси Інтернету
- «Перемога» на сайті Самаратранс.info(рос.)
- «Перемога» на сайті «Прогулянки по метро»(рос.)